# Wassilissa Wassiljewna Sementschuk
Wassilissa Wassiljewna Sementschuk (russisch Васили́са Васи́льевна Семе́нчук; bei der FIS nach englischer Transkription Vasilisa Semenchuk; * 19. September 1966 in Taschkent, Usbekische SSR) ist eine ehemalige sowjetische Freestyle-Skierin. Sie startete in allen Disziplinen und hatte ihre Stärken im Aerials (Springen). In dieser Disziplin wurde sie 1991 Weltmeisterin.

## Biografie
Sementschuk begann ihre Karriere als Kunstturnerin und schloss 1987 eine Ausbildung am Usbekischen Institut für Körperkultur ab.
Die gebürtige Usbekin belegte im Freestyle-Skiing-Weltcup 1987/88 Rang fünf in der Kombinationswertung. Im Februar 1989 bestritt sie bei den Weltmeisterschaften am Oberjoch alle Disziplinen. Mit den Rängen zehn, 20 und 22 in Aerials, Ballett und Moguls wurde sie Fünfte in der Kombination. Danach konzentrierte sie sich zunehmend auf die Disziplin Aerials. Bei den Weltmeisterschaften in Lake Placid gewann sie überraschend vor der Deutschen Elfie Simchen die Goldmedaille und kürte sich damit zur ersten Freestyle-Weltmeisterin ihres Heimatlandes. Nur zehn Tage später gelang ihr mit Rang drei in Skole ihr einziger Weltcup-Podestplatz.
Seit ihrem Karriereende ist Sementschuk als Freestyle-Trainerin tätig. Sie ist Mitglied des Präsidiums der russischen Freestyle-Föderation.

## Erfolge

### Weltmeisterschaften
- Oberjoch 1989: 5. Kombination, 10. Aerials, 20. Ballett, 22. Moguls
- Lake Placid 1991: 1. Aerials

### Weltcupwertungen
| Saison  | Gesamt | Gesamt | Aerials | Aerials | Kombination | Kombination |
| Saison  | Platz  | Punkte | Platz   | Punkte  | Platz       | Punkte      |
| ------- | ------ | ------ | ------- | ------- | ----------- | ----------- |
| 1987/88 | 38.    | 2      | –       | –       | 5.          | 14          |
| 1988/89 | 45.    | 1      | 22.     | 3       | 6.          | 7           |
| 1990/91 | 35.    | 4      | 12.     | 37      | –           | –           |

### Weltcup
- 1 Podestplatz